# Les Rapaces (film, 1921)
Pour les articles homonymes, voir Rapace (homonymie).

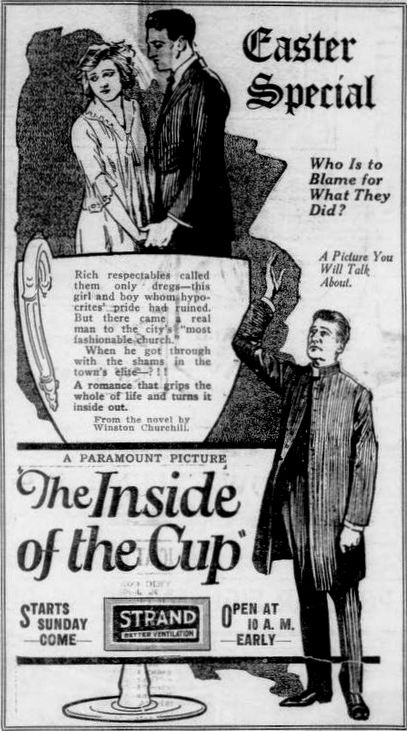
Présentation du film dans le Duluth Herald le 26 mars 1921

Les Rapaces (The Inside of the Cup) est un film américain réalisé par Albert Capellani et sorti en 1921.
Le roman de Winston Churchill dont il s'inspire a été considéré comme un des meilleurs de l'année 1913.

## Fiche technique
- Titre original : The Inside of the Cup
- Réalisation : Albert Capellani
- Scénario : George DuBois Proctor d'après le roman The Inside of the Cup de Winston Churchill
- Production : Cosmopolitan Productions
- Productrice : Marion Davies[2]
- Photographie : Allen G. Siegler
- Durée : 70 minutes
- Dates de sortie: 
  - États-Unis : 16 janvier 1921

## Distribution

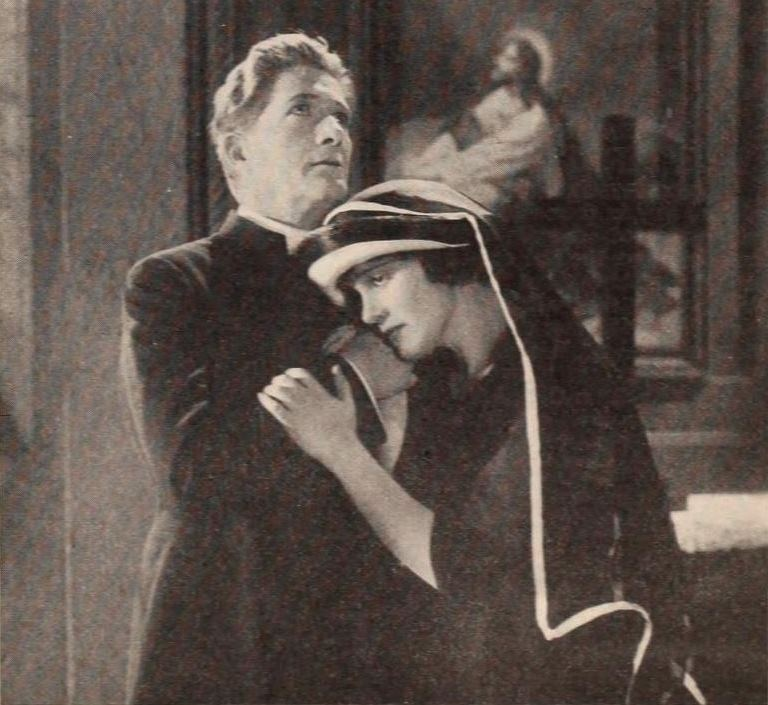
Scène du film avec William P. Carleton et Edith Hallor

- William P. Carleton : John Hodder
- David Torrence : Eldon Parr
- Edith Hallor : Alison Parr
- John Bohn : Preston Parr
- Marguerite Clayton : Kate Marcy
- Irene Delroy : amie de Kate Marcy
- Albert Roccardi : Wallis Plimpton